# قهوش (الرجم)

تعديل مصدري - تعديل

قهوش هي إحدى قرى عزلة السلطان بمديرية الرجم التابعة لمحافظة المحويت، بلغ تعداد سكانها 540 نسمة حسب تعداد اليمن لعام 2004.